# Городское поселение Петра Дубрава
Городское поселение Петра́ Дубра́ва — муниципальное образование в Волжском районе Самарской области.
Административный центр — посёлок городского типа Петра Дубрава.

## Население
| 2010  | 2012  | 2013  | 2014  | 2015  | 2016  | 2017  | 2018  | 2019  |
| ----- | ----- | ----- | ----- | ----- | ----- | ----- | ----- | ----- |
| 6803  | ↗6810 | ↗6853 | ↗6939 | ↗7104 | ↗7233 | ↗7395 | ↗7512 | ↗7637 |
| 2020  | 2021  |       |       |       |       |       |       |       |
| ↗7771 | ↘7131 |       |       |       |       |       |       |       |

## Административное устройство
В состав городского поселения Петра Дубрава входят:
- посёлок городского типа Петра Дубрава,
- посёлок Дубовый Гай,
- посёлок Заярье.

## Местное самоуправление
Главы
- с 10 октября 2010 года - Крашенинников Владимир Александрович[13]